# Lasse Krog Møller
Lasse Krog Møller (født 1972) er en dansk kunstner. Han er uddannet fra Det Jyske Kunstakademi i 1996-2001.
Udgangspunktet for en del af hans værker er arkiverings- og systematiseringsdiskurser og -problemstillinger. Han arbejder med installationer, objekter, fotos, tegning, tekst og bøger. Lasse Krog Møller modtog i 2013 Statens Kunstfonds 3-årige arbejdslegat. Derudover har han udsmykket Atlas UCC til ICC Campus Carlsberg. I februar 2019 er Lasse Krog Møller blevet nomineret til kunstprisen "Navigator Art on Paper".
I efteråret 2019 blev hans udstilling "Ad Acta" på KØS - Museum for kunst i det offentlige rum anmeldt overstrømmende i dagbladet Information, hvis anmelder kaldte den magisk, og at hun følte sig ramt af en stor lykkefølelse, da hun så udstillingen.
Lasse Krog Møller er desuden kendt for sine kunstnerbøger, udgivet igennem forlaget Asterisk, hvis temaer spænder fra jordprøver fra et bestemt område til fotografier af alle Amagerbrogades frisørsaloner.